# Şalgam

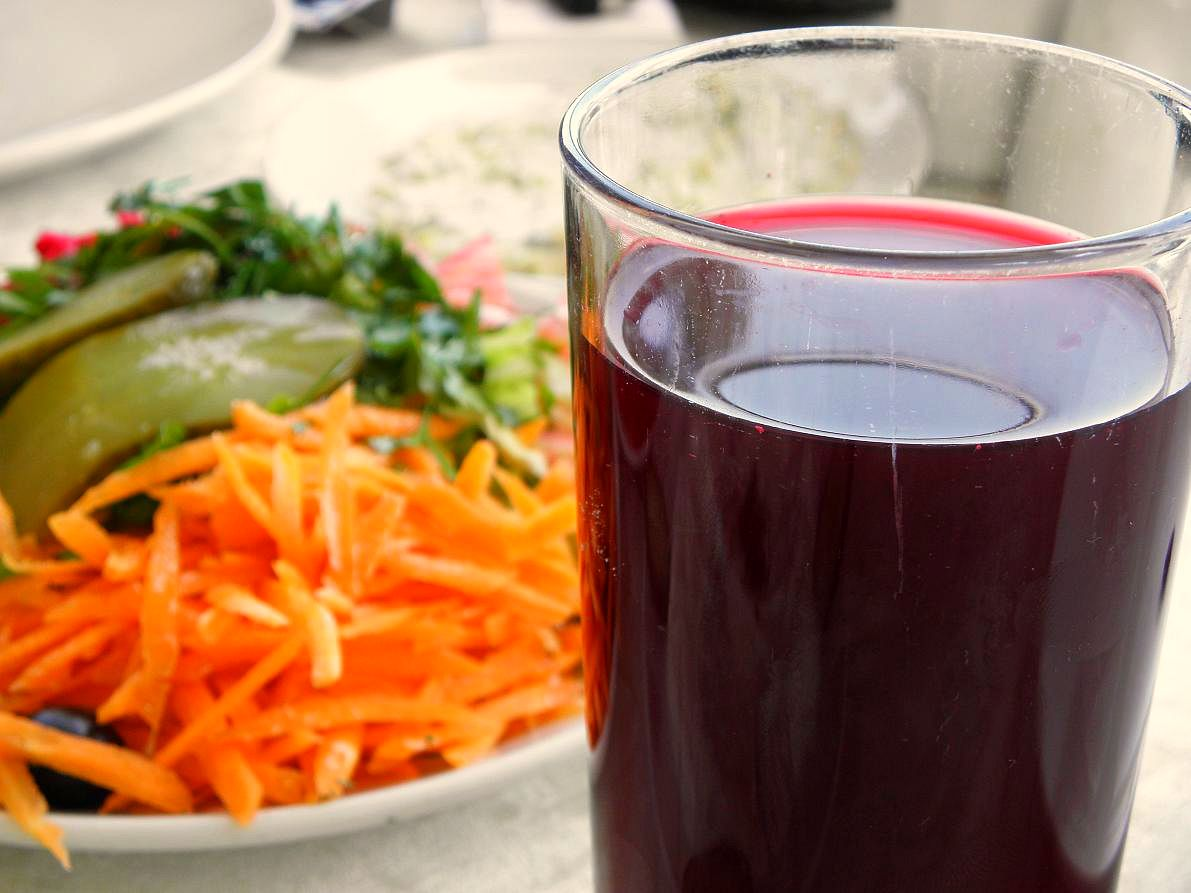
Şalgam

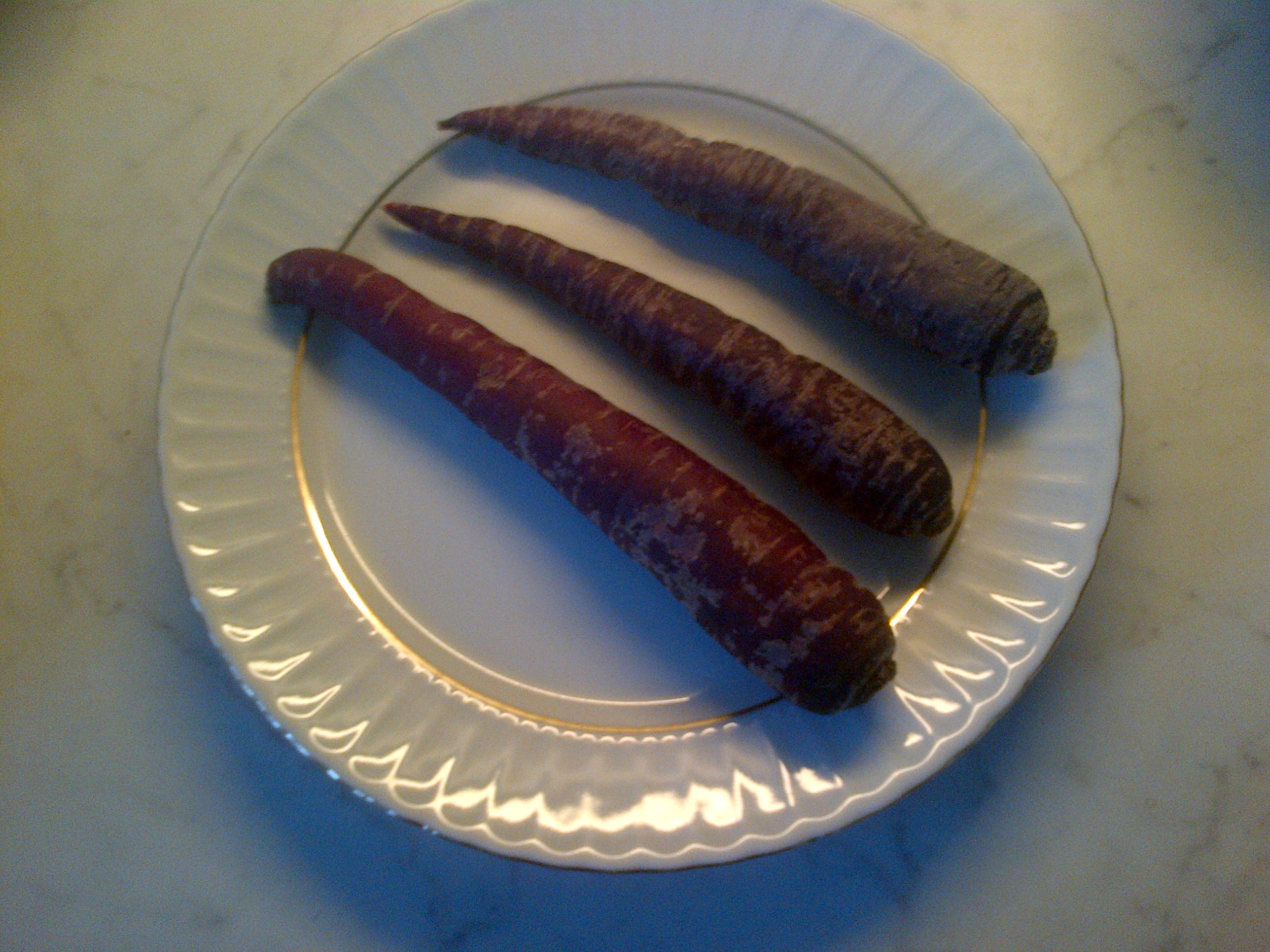
Schwarze Karotten, die in Julienne geschnitten für Şalgam verwendet werden.

Şalgam, eigentlich Şalgam Suyu („Steckrübensaft“), ist ein alkoholfreies, säuerliches und scharfes Getränk aus Gemüse, das leicht gesalzen ist. Das Getränk ist vor allem in der Stadt Adana und im Süden der Türkei als Begleitung zu Rakı und würzigen Gerichten beliebt. Es ist aber in der ganzen Türkei verbreitet und wird auch als Erfrischungsgetränk und zu anderen Gerichten (meist Fleisch) konsumiert.
Şalgam besteht traditionell aus dem Saft vergorener roter Karotten und Steckrüben, heute oft auch vermischt mit dem Saft von Roten Beten, und wird vorwiegend in Privathaushalten oder Familienbetrieben hergestellt. Dazu werden die zerkleinerten Gemüse, ähnlich wie Sauerkraut, mit Salz, zum Teil auch Bulgur und Wasser einer Milchsäuregärung unterzogen und die Flüssigkeit anschließend abgeseiht. Des Weiteren werden auch oft scharfe Pfefferoni hinzugefügt. 
Şalgam wird kalt im Glas, manchmal auch mit Stücken der fermentierten Rüben, serviert. Şalgam-Verkäufer halten normalerweise eine scharfe und eine milde Variante vorrätig, sodass der Kunde wählen kann. Industriell gefertigtes Şalgam gehört heutzutage in türkischen Supermärkten zum Standard-Sortiment.